# Shimun IX Denha
Shimun Denha (... – Salmas, 1600) è stato eparca nestoriano di Gelu (Jelu) e quarto patriarca della Chiesa caldea con il nome di Shimun IX.
Il suo nome è ricordato dalle fonti con diverse traslitterazioni: Denkha, Dinkha, Denha.

## Biografia
Shimun Denha era vescovo nestoriano di Gelu, quando aderì al cattolicesimo, con tutta la sua diocesi, grazie all'opera di convincimento del metropolita di Diyarbakır, mar Eliya Asmar Habib.
Alla morte di Yab-Alaha IV Shimun, il sinodo patriarcale elesse nuovo patriarca della Chiesa cattolica caldea proprio Shimun Denha, che trasferì la sede patriarcale nel monastero di Mar Yukhannan nei pressi di Salmas in Persia, dove si erano svolte le elezioni.
La stessa assise sinodale scelse l'arcivescovo Eliya quale procuratore patriarcale incaricato di recarsi a Roma per ottenere la conferma dell'elezione di Shimun IX. Eliya ottenne la bolla di conferma datata 16 giugno 1581, ma morì in Libano, sulla strada di ritorno in Persia, nel 1582. Fu il nuovo metropolita di Diyarbakır, Giuseppe Elia, a portare al patriarca le bolle di conferma ed il pallio inviato da papa Gregorio XIII (aprile 1585).
Shimun IX morì nel 1600 dopo vent'anni di pontificato.
Secondo Tisserant, alla morte di Shimun IX fu applicato anche nella Chiesa cattolica caldea, come già avveniva nella Chiesa assira d'Oriente, il principio della trasmissione ereditaria del titolo patriarcale. Ma è difficile stabilire se sia stato lo stesso Shimun IX a nominare un parente Natar kursya, ossia erede al trono patriarcale, oppure se un membro della sua famiglia fu scelto solamente dopo la sua morte.